# Michael McDonald (Musiker)

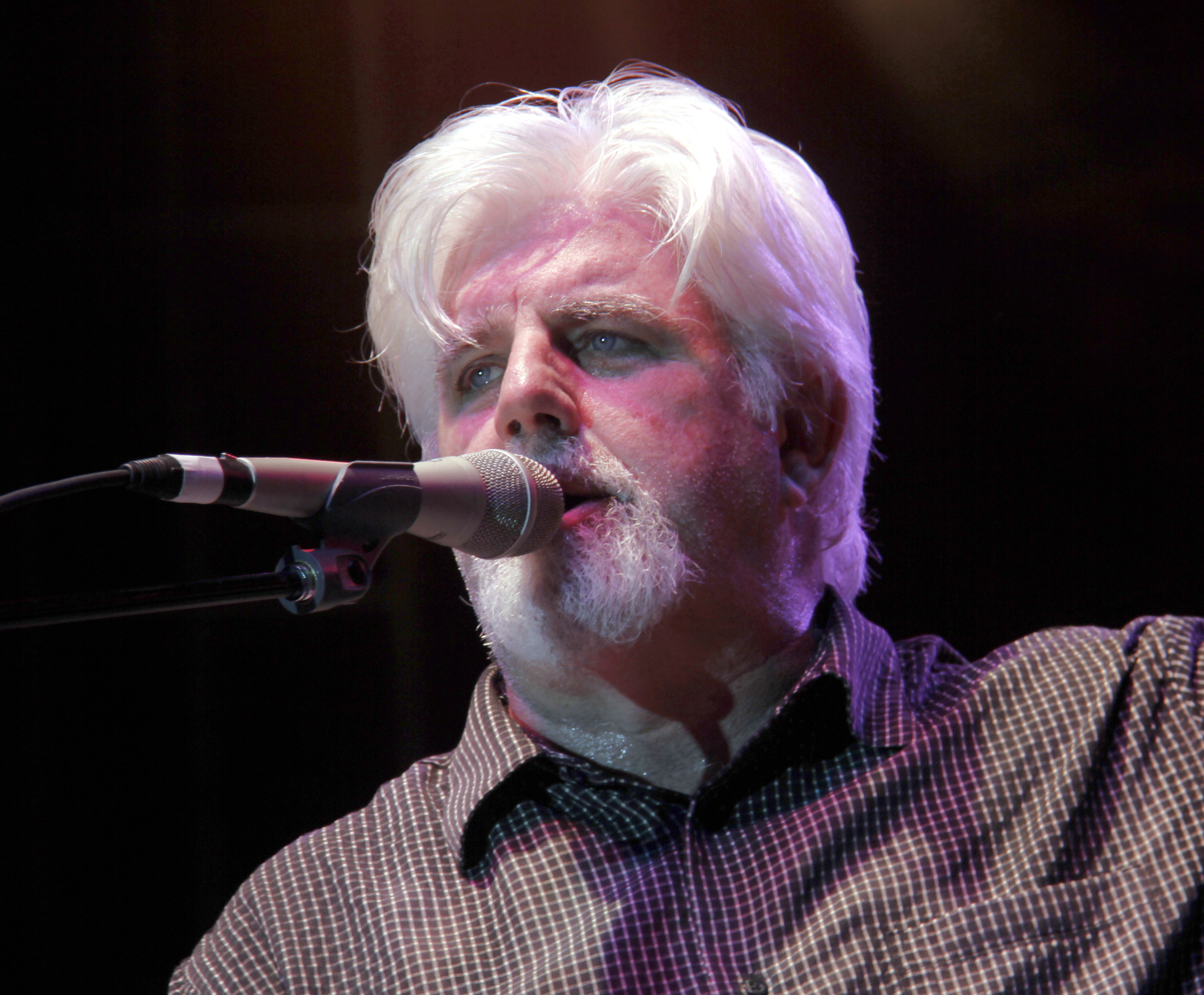
Michael McDonald (2011)

Michael McDonald (* 12. Februar 1952 in St. Louis) ist ein US-amerikanischer Sänger, Keyboarder und Songwriter, der vor allem als Mitglied der Doobie Brothers in den 1970er Jahren bekannt wurde.

## Biografie
1975 begann McDonalds Musikkarriere, als er sich als Background-Sänger an dem Album Katy Lied von Steely Dan beteiligte. Im Folgejahr wurde er als Ersatz für den aus Krankheitsgründen ausgefallenen Sänger und Songwriter Tom Johnston festes Mitglied der Doobie Brothers. Für deren Platin-Album Takin’ It to the Streets schrieb er die Hälfte der Songs, u. a. die Hits Takin’ It to the Streets und It Keeps You Running. Mit Carly Simon schrieb er 1977 den Hit You Belong to Me.
Seine feste Mitgliedschaft bei den Doobie Brothers führte zu deutlichen Veränderungen im musikalischen Stil der Band, besonders eindrucksvoll zu hören auf dem Gold Album Living on the Faultline. Neben seiner Arbeit bei den Doobies spielte er unter anderem auf Alben von Bonnie Raitt, Kenny Loggins, Elton John, Christopher Cross, Lauren Wood sowie der Sängerin Amy Holland. Seinen größten kommerziellen Erfolg hatte McDonald als Mitglied der Doobie Brothers mit dem Hit What a Fool Believes, den er zusammen mit Kenny Loggins komponiert hatte. Der Song war 1979 nicht nur ein Nummer-eins-Hit in den USA, sondern wurde auch mit drei Grammys ausgezeichnet.
Nach der Trennung der Doobie Brothers 1982 begann McDonald eine Solokarriere. Noch im gleichen Jahr erschien bei Warner Brothers Records sein Debütalbum If That’s What It Takes, das auf Platz 6 der US-Album-Charts stieg und mit Gold ausgezeichnet wurde. Die Single I Keep Forgettin’ (Every Time You’re Near) kam in den US-Charts bis auf Platz 4. McDonalds zweites Solo-Werk No Lookin’ Back konnte den Erfolg seines Vorgängers nicht wiederholen und erreichte Platz 45 der US-Charts. In 1983 landete er mit dem gemeinsam mit James Ingram, Rod Temperton und Quincy Jones geschriebenen R&B-Song „Yah Mo Be There“ einen großen Erfolg in den US- und UK-Charts. Einen weiteren Top-10-Hit konnte McDonald 1986 mit dem Titel Sweet Freedom (US Platz 7) vom Soundtrack zum Film Diese zwei sind nicht zu fassen verbuchen. Im gleichen Jahr kam das von Burt Bacharach und Carole Bayer Sager komponierte Duett mit Patti La Belle On My Own auf Platz eins der US-Charts.
Erst 1990 wurde bei Reprise Records das dritte Soloalbum McDonalds veröffentlicht, dem jedoch kein kommerzieller Erfolg beschieden war. 1992 tourte er mit Donald Fagen. Das nächste Album Blink of an Eye von 1993 war ein weiterer kommerzieller Misserfolg. 1996 tourte McDonald dann mit den Doobie Brothers. 1999 nahm er mit Máire Brennan ein Peter-Gabriel- und Kate-Bush-Cover des Liedes Don’t Give Up als Duett mit umgekehrten Geschlechter-Rollen für das christliche Album Streams auf.
2000 erschien bei Ramp Records das Album Blue Obsession, dessen Veröffentlichung bereits für 1997 vorgesehen war. 2001 wurde ein Weihnachtsalbum veröffentlicht. 2003 unterschrieb McDonald bei Motown und brachte das erfolgreiche Comebackalbum Motown heraus, das sich über 1,2 Millionen Mal verkaufte und mit Platin ausgezeichnet wurde. Das 2004 erschienene Album Motown Two wurde mit über 500.000 Verkäufen vergoldet. 2008 veröffentlichte McDonald erneut ein Album mit Motown-Klassikern sowie erstmals auch wieder drei eigenen Titeln. 2009 erschien ein weiteres Weihnachtsalbum.
Michael McDonald ist seit 1983 mit der Sängerin Amy Holland verheiratet. Sie haben einen Sohn und eine Tochter.
Das Paar lebt in Nashville.

## Kurioses
Michael McDonald ist eine der Hauptfiguren der zwölfteiligen Comedy-Videoserie Yacht Rock, in der es um „Smooth Rock“ der 1980er Jahre wie Toto, Hall & Oates, Steely Dan, Michael Jackson, Kenny Loggins & Co geht.

## Diskografie
Studioalben

| Jahr | Titel Musiklabel Katalog-Nr.               | Höchstplatzierung, Gesamtwochen, AuszeichnungChartplatzierungen (Jahr, Titel, Musiklabel Katalog-Nr., Platzierungen, Wochen, Auszeichnungen, Anmerkungen) | Höchstplatzierung, Gesamtwochen, AuszeichnungChartplatzierungen (Jahr, Titel, Musiklabel Katalog-Nr., Platzierungen, Wochen, Auszeichnungen, Anmerkungen) | Höchstplatzierung, Gesamtwochen, AuszeichnungChartplatzierungen (Jahr, Titel, Musiklabel Katalog-Nr., Platzierungen, Wochen, Auszeichnungen, Anmerkungen) | Anmerkungen |
| Jahr | Titel Musiklabel Katalog-Nr.               | UK | US | R&B | Anmerkungen |
| ---- | ------------------------------------------ | --- | --- | --- | --- |
| 1982 | If That’s What It Takes Warner Bros. 23703 | — | US6 Gold · (32 Wo.)US | R&B10 (25 Wo.)R&B | Erstveröffentlichung: 3. August 1982 Produzenten: Lenny Waronker, Ted Templeman                                      |
| 1985 | No Lookin’ Back Warner Bros. 25291         | — | US45 (15 Wo.)US | — | Erstveröffentlichung: 30. Juli 1985 Produzenten: Michael McDonald, Ted Templeman                                     |
| 1990 | Take It to Heart Reprise 25979             | UK35 (4 Wo.)UK | US110 (14 Wo.)US | — | Erstveröffentlichung: 15. Mai 1990 Produzenten: Michael McDonald, Ted Templeman, Don Was, David Gamson, Gardner Cole |
| 2003 | Motown 651                                 | UK29 (4 Wo.)UK | US14 Platin · (57 Wo.)US | R&B17 (53 Wo.)R&B | Erstveröffentlichung: 24. Juni 2003 Produzent: Simon Climie                                                          |
| 2004 | Motown Two Motown 3472                     | UK29 (3 Wo.)UK | US9 Gold · (17 Wo.)US | R&B8 (17 Wo.)R&B | Erstveröffentlichung: 26. Oktober 2004 Produzent: Simon Climie                                                       |
| 2008 | Soul Speak Universal Motown 10806          | UK27 (2 Wo.)UK | US12 (7 Wo.)US | R&B10 (13 Wo.)R&B | Erstveröffentlichung: 4. März 2008 Produzent: Simon Climie                                                           |

Weitere Studioalben
- 1993: Blink of an Eye (Reprise 45293)
- 2000: Blue Obsession (Reprise 45508 / Ramp 1001)
- 2001: In the Spirit (MCA Nashville 170 230)
- 2005: Through the Many Winters: A Christmas Album (Hallmark 3756, US: Gold)
- 2017: Wide Open (BMG 5292)